# Rotax
Rotax (obecna nazwa: BRP-Rotax GmbH & Co KG, dawniej: BRP-Powertrain GmbH & Co. KG) – austriacki producent silników, znany pod nazwą Rotax.
W przedsiębiorstwie tym są projektowane i produkowane silniki czterosuwowe i nowoczesne dwusuwowe typu BRP (Bombardier Recreational Products), montowane w skuterach śnieżnych, łodziach motorowych, quadach, motocyklach, skuterach, gokartach oraz w wiatrakowcach, ultralekkich i lekkich samolotach.

## Historia
Przedsiębiorstwo założono w 1920 w Dreźnie jako ROTAX-WERK AG. W 1930 zostało przejęte przez Fichtel & Sachs, a produkcja przeniesiona do Schweinfurtu. W 1943 przeniesiono zakład do Wels w Austrii, a w 1947 do austriackiego Gunskirchen, gdzie znajduje się do dziś. W 1959 większościowy pakiet akcji został przejęty przez Lohner-Werke z siedzibą w Wiedniu, producenta nadwozi samochodowych i kolejowych. W 1970 Lohner-Rotax został kupiony przez Bombardiera. Obecnie BRP jest niezależnym przedsiębiorstwem, specjalizującym się w produkcji nowoczesnych silników. Do 1982 przedsiębiorstwo wytwarzało tylko silniki dwusuwowe, po czym rozszerzyło zakres produkcji o czterosuwy i silniki lotnicze.

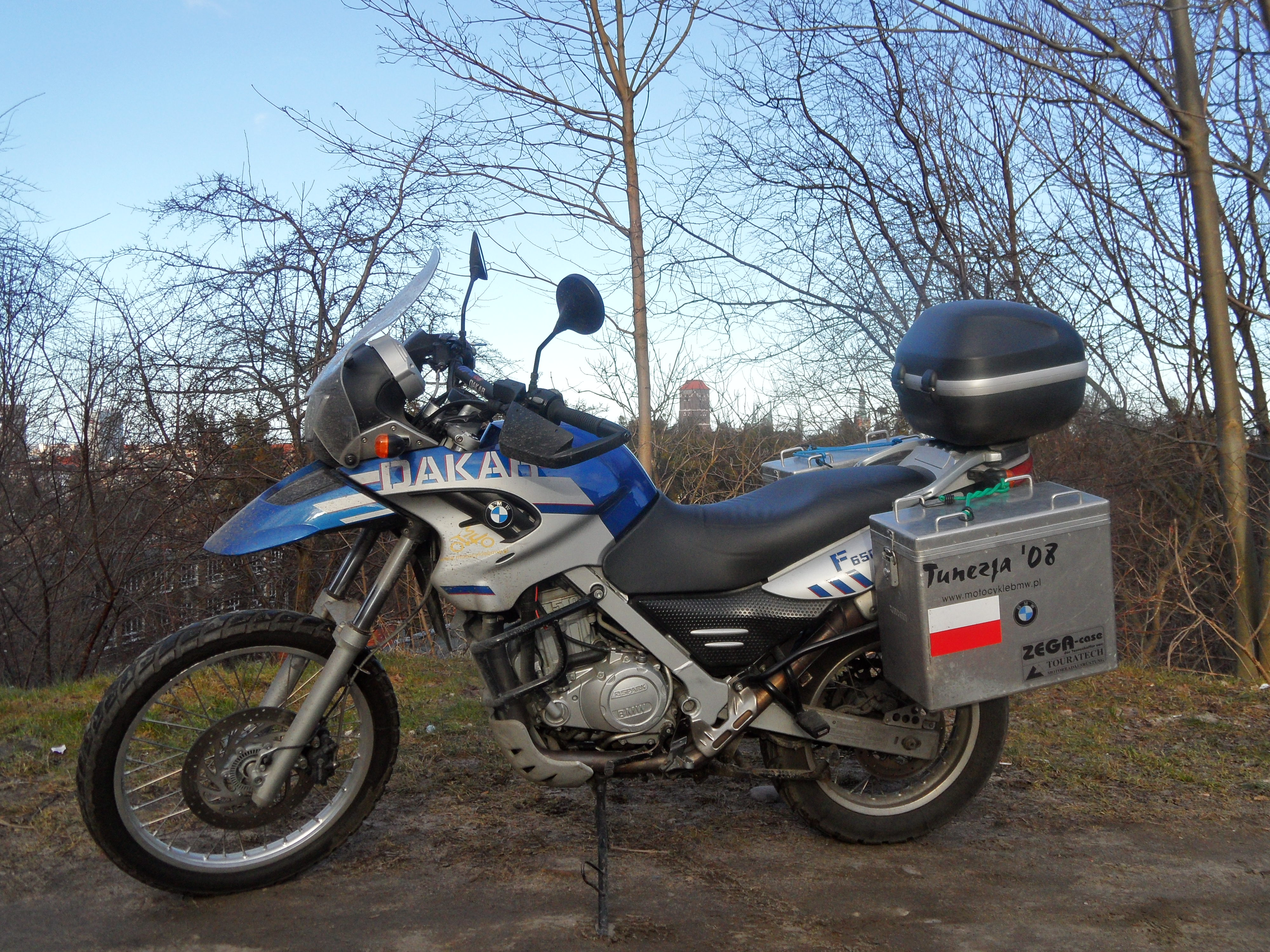
Silnik Rotax Single 652 cm³ DOHC w motocyklu BMW F 650 GS Dakar

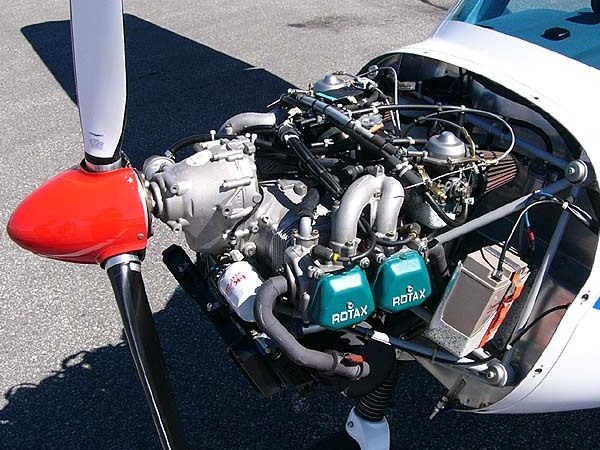
Silnik lotniczy Rotax912